# نيل بينيت (سياسي)
نيل بينيت (بالإنجليزية: Neil Bennett)‏ هو سياسي أسترالي، ولد في 28 فبراير 1958 في بوندابيرج في أستراليا. حزبياً، نشط في حزب العمال الأسترالي. وقد انتخب عضو المجلس التشريعي ولاية كوينزلاند.